# Gerd Möller (Fußballspieler)
Gerd Möller (* 29. Januar 1941 in Herten) ist ein ehemaliger deutscher Fußballspieler. Er spielte 1966/67 bei der BSG Wismut Gera Erstligafußball in der DDR-Oberliga, der höchsten Spielklasse im DDR-Fußball.

## Leben und sportliche Laufbahn
Gerd Möller wuchs in Herten-Langenbochum auf. Er legte als Bergmann auf der Zeche Schlägel & Eisen an.
Als Jugendlicher spielte Gerd Möller für Blau-Weiß Langenbochum. 1962 wechselte er zum VfB Hüls, für den er eine Saison spielte. 1963 kehrte er zu Blau-Weiß Langenbochum zurück. 1965 stieg seine Mannschaft in die Verbandsliga auf, die damals dritthöchste Spielklasse im DFB.
Im Jahre 1966 ereignete sich dann der seltene Fall, dass ein aktiver Fußballspieler von der Bundesrepublik in die DDR übersiedelte. Gerd Möller hatte 1961 bei einem Freundschaftsspiel in Zeitz seine künftige Frau Karin kennengelernt. Fünf Jahre lang besuchte er sie in seinem Urlaub von der Zeche, dann entschloss er sich, in die DDR überzusiedeln. Ein Stasi-Mitarbeiter, der Möller im Übersiedler-Aufnahmelager Eisenberg in Thüringen „betreute“ und Anhänger der Betriebssportgemeinschaft (BSG) Wismut Gera war, vermittelte Möller an diesen Verein. Wismut Gera war zur Saison 1966/67 in die DDR-Oberliga aufgestiegen. Nachdem die halbjährige Sperre abgelaufen war, konnte Möller bei Pflichtspielen im Bereich des DDR-Fußballverbandes antreten. Am 7. Spieltag bestritt er sein erstes Oberligaspiel in der Begegnung FC Vorwärts Berlin – BSG Wismut. Bei der 1:5-Niederlage war er als linker Verteidiger anstelle des Stammspielers Rudi Bätz eingesetzt worden. Neben einem weiteren Einsatz in der Abwehr bestritt Möller in der Hinrunde noch drei Spiele als Stürmer und verletzte sich dann. In der Rückrunde wurde er nicht mehr in der Oberliga aufgeboten. 
Gerd Möller fand Arbeit als Schweißer beim VEB Keramische Werke Hermsdorf (KWH) in Hermsdorf. Ab 1967 spielte er für die BSG Motor Hermsdorf in der drittklassigen Bezirksliga Gera. 1969 wurde er mit ihr Bezirksmeister und stieg in die zweitklassige DDR-Liga auf. In der DDR-Liga-Saison 1969/70 war Möller, der alle 30 Punktspiele als Stürmer absolvierte und mit zehn Toren Torschützenkönig der Mannschaft wurde, Hermsdorfs wichtigster Spieler. Er konnte jedoch nicht verhindern, dass die BSG Motor sofort wieder abstieg. Ebenso schnell gelang der Wiederaufstieg. Da nach einer Ligenreform pro Staffel nur noch zwölf Mannschaften spielten, gelang es Hermsdorf, zwei Spielzeiten hintereinander zweitklassig zu bleiben. Sowohl 1971/72 als auch 1972/73 gehörte Möller wieder zu den Leistungsträgern: 1972 war er mit 17 und 1973 mit 8 Treffern erneut Hermsdorfer bester Torschütze. In der Saison 1972/73 reichte den Hermsdorfer Platz 10 nicht mehr zum Klassenerhalt.
Danach trat Gerd Möller in der Saison 1974/75 ein letztes Mal in der DDR-Liga an. In der Rückrunde absolvierte er für die BSG Motor Werdau als Mittelfeldspieler alle neun Ligaspiele und war noch einmal mit zwei Toren erfolgreich. Anschließend beendete der 34-Jährige seine Laufbahn als Leistungssportler.
Nach dem Mauerfall, im Dezember 1989, zogen Gerd Möller und seine Frau Karin in seinen Heimatort Herten.